# Еськино (Владимирская область)
Еськино — деревня в Петушинском районе Владимирской области России, входит в состав Нагорного сельского поселения.

## География
Деревня расположена на берегу реки Вольга в 7 км на северо-восток от города Покров и в 17 км на северо-запад от райцентра города Петушки.

## История
В конце XIX — начале XX века деревня входила в состав Покров-Слободской волости Покровского уезда, с 1921 года — в составе Покровской волости Орехово-Зуевского уезда Московской губернии. В 1859 году в деревне числилось 30 дворов, в 1905 году — 48 дворов, в 1926 году — 51 дворов.
С 1929 года деревня входила в состав Ивановского сельсовета Орехово-Зуевского района Московской области, с 1944 года — в составе Петушинского района Владимирской области, с 1945 года — в составе Покровского района, с 1960 года — в составе Петушинского района, с 2005 года — в составе Нагорного сельского поселения.

## Население
| 1859 | 1905 | 1926 | 2002 | 2010 | 2021 |
| ---- | ---- | ---- | ---- | ---- | ---- |
| 203  | ↗242 | ↘208 | ↘45  | ↘4   | ↗13  |